# Altdorf (Rijnland-Palts)
Altdorf is een plaats en deelgemeente van de verbandsgemeinde Edenkoben in de deelstaat Rijnland-Palts in Duitsland, Landkreis Südliche Weinstraße.
De gemeente telt 898 inwoners en is 642 ha groot (stand 30 november 2004). Ongeveer 20% van de oppervlakte is bebost, 20% bestaat uit wijngaarden, 55% uit landbouwgrond. De resterende oppervlakte is bebouwd.
De oudste vermelding van Altdorf gaat terug tot 776 in de oorkondes van het klooster Lorch.